# لوئیجی نونو

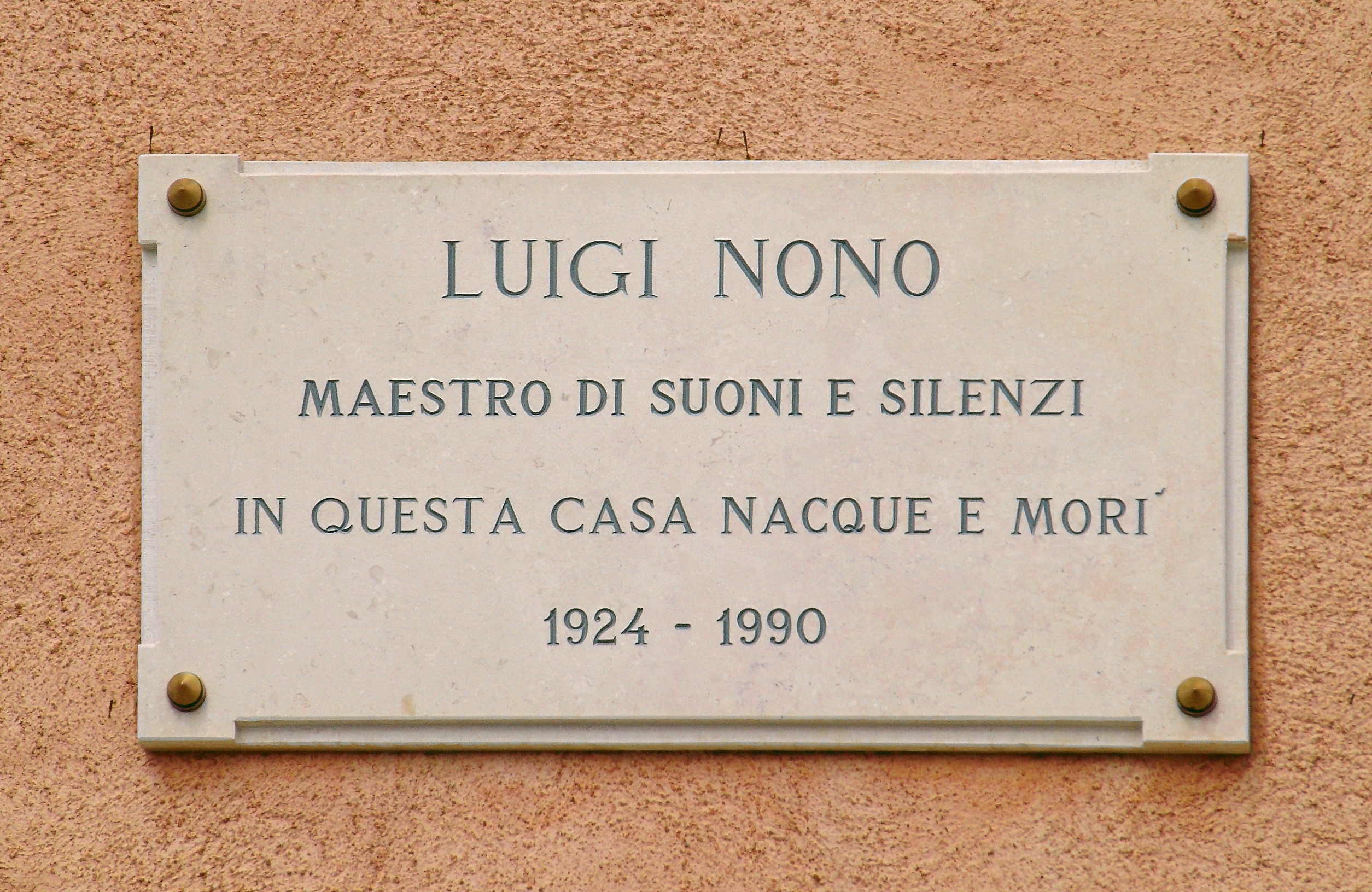

لوئیجی نونو (به ایتالیایی: Luigi Nono) آهنگساز ایتالیایی در ۲۹ ژانویه ۱۹۲۴ در ونیز به دنیا آمد و در ۸ مه ۱۹۹۰ در همان شهر درگذشت.
او که یک چهره برجسته در آوانگارد اروپایی پس از جنگ بود، استقلال خود را از آن حلقه در اواخر دهه ۱۹۵۰ اعلام کرد و تعهد اجتماعی و سیاسی پرشور خود را از طریق پیشرفته‌ترین ابزارهای فنی، به ویژه الکترونیک، بررسی کرد. در حالی که پیام‌های سیاسی در آثار او از اواخر دهه ۱۹۷۰ به بعد کمتر آشکار است، او در دهه آخر خود، از طریق تمرکز شدید مواد موسیقی و توجه دقیق به خود صدا، بر اساس نگرانی‌های اخلاقی در مورد ادراک، ارتباطات و تعامل انسانی به دنبال شیوه‌هایی از گوش دادن و اجرا بود که در سطح قابل درکی تجسم یابد.
لوئیجی نونو براساس تمایلات سوسیالیستی‌اش بسیار تلاش کرد تا موسیقی مجلسی و ارکسترال را به فضای کارخانه‌ها ببرد. وی موفق به این کار شد اما این کنش تداوم نداشت و در نهایت تبدیل به پروژه‌ای شکست‌خورده شد. نخبه‌گرایی موسیقی علمی و آکادمیک اروپا که هنرمندان را به شدت مشغول به خود کرده بود بزرگ‌ترین ضربه را بر پیکر خود وارد کرد.

## زندگی‌نامه
نونو، متولد ونیز، عضو یک خانواده هنری ثروتمند بود. پدر و مادرش، ماریو نونو و ماریا مانتی، نامی مشابه پدر بزرگ پدری‌اش، نقاش لوئیجی نونو، یکی از نمایندگان مکتب ونیزی قرن نوزدهم، برای او انتخاب کردند. نونو پدربزرگش لوئیجی نقاش بود و عموی بزرگش اوربانو مجسمه‌ساز – نونو از سنین پایین به تاریخ فرهنگی و هنر علاقه نشان داد. علاقه او به موسیقی توسط والدینش که موسیقیدانان آماتور بودند و دارای مجموعه قابل توجهی از قطعات ضبط شده بودند تشویق شد. از سال ۱۹۴۱ تا ۱۹۴۵ او آهنگسازی را نزد مالیپیرو در کنسرواتوار ونیز خواند، جایی که تأکید بر چند صدایی آوازی و سنت مادریگال، و همچنین آگاهی از موسیقی مکتب دوم وین، استراوینسکی و بارتوک وجود داشت. تجارب نونو از جنگ، اشغال نازی‌ها و مقاومت برای پیشرفت عمومی او اساسی بود، در حالی که از نظر موسیقی ملاقات او با برونو مادرنا حیاتی بود. از سال ۱۹۴۶ به بعد آنها یک انجمن طولانی مدت ایجاد کردند. جامعه کوچکی از نوازندگان در اطراف آنها در ونیز بزرگ شدند که از طریق بررسی مبانی متضاد، هارمونیک و رسمی موسیقی هنری اروپا، هدفشان توسعه یک زبان موسیقی جدید بود. نقطه مرجع اصلی آنها لوئیجی دالاپیکولا بود که به نسل قبلی آهنگسازان ایتالیایی تعلق داشت و نونو در سال ۱۹۴۷ با او رابطه ای متقابل و دوستی برقرار کرد. این گروه به‌طور خاص تمایلی به کشف و یادگیری از مکتب دوم وین داشتند.

## برخی از آثار
- پیروزی گِرنیکا برای کُر و ارکستر
- اعلامیه (مانیفست) موسیقی ۱ و ۲
- سوئیت کنسرت برای سُپرانو، کر و ارکستر

## شنیدن آثار
- last.fm
- youtube
- musiquecontemporaine